# Radio Mar del Plata
Radio Mar del Plata es una estación de radio argentina que transmite desde la ciudad de Mar del Plata.

## Historia
- 1947: la radio fue fundada en la zona de las calles Moreno y Santiago del Estero por el señor Evaristo Marín Palmero[1]
- 1961: Se traslada a un edificio en la calle Córdoba
- 1970: La emisora se instala en la "Casa del Puente" pasando luego por la calle Córdoba donde actualmente funciona Lu6 Emisora Atlántica hasta que le fue revocada la licencia para operar el día 31 de diciembre haciéndose cargo de la empresa el señor Hector Lago Beitía.
- 1977: le fue revocada la licencia para operar por falsas acusaciones de facturación en negro
- 1983: nuevamente sale al aire desde los estudios de La Rioja 2371 incorporando tecnología de última generación y siendo una de las más potentes de la Prov. de Buenos Aires

1993 . Al cumplirse 10 años de la nueva etapa de transmisiones de esta tradicional casa de Radio , se incorporan nuevos profesionales , apuntalados por la licenciataria , Difusora Austral S.a , cuyo titular Ruben Dario Da Penna , apuesta por una renovación , así , junto a Carlos Federico Infante  como director artístico , lanzan una programación con Juan Carlos Vilches como figura principal en el horario de la mañana.  Vilches es conquistado por la competidora LU6 y se retira Infante por un conflicto con Ruben da Pena.  Asume como director Luis Maria Stanzione  y contrata a Adolfo Castelo para hacer una dupla que conquistó varios premios Martin Fierro para el programa y para la emisora en general. El programa de Stanzione /Castelo llamado “parece mentira” marca una época de modernidad y renovación. Sucede el Stanzione en la dirección Horacio De la Canal .
Apuestan por una figura joven , llegada desde La Plata , Claudio Lassiar , quien junto a un equipo de profesionales de gran trayectoria , comienzan a transitar la dura tarea de recuperar audiencia  , que había capitalizado , su competidora directa , LU6 , Radio Atlántica , con la figura consagrada de Juan Carlos Vilches.
Durante el primer año , la lucha fue desigual , pero se sembró una semilla que fue prosperando en audiencia y en calidad de contenidos .
A poco , la licenciataria transfiere la Empresa , que pasa a integrar el Multimedios La Capital .
La llegada de Carlos Federico Infante a la dirección artística , le da una impronta , de pura estirpe radial , que produce un giro altamente positivo y le devuelve poco a poco el liderazgo , a tal punto que en esa década , 93/03 , la audiencia se divide las preferencias.
El Expreso , con Claudio Lassiar , Zaida Perés y un gran equipo , se convierten en referentes inexcusables de la audiencia , hasta que en la temporada 2000 , logran ser reconocidos en todos los ámbitos, así llegaron premios y distinciones, que culminan con la obtención del Premio Martin Fierro en la temporada siguiente.
Esto ratifica el rumbo que se marcara desde 1983, con profesionales de la talla de Jorge Mondi, Oscar Izurieta , Raul Calviño , Julio Melgarejo , Luis Maria Stanzione , Guillermo Gauna, Carolina Perín , el equipo Juego Limpio , liderado por Juan Carlos Morales y el multipremiado grupo de periodistas que lo integraron y también en automovilismo , descollo , con singularidad el equipo Autorama, entre otros , que ya sabían de esos halagos trascendentes .
- 2004: muda sus instalaciones a su actual edificio de la calle Hipólito Irigoyen.
- 2021: vuelve a sonar en Buenos Aires, haciendo irradiar a Radio República de San Justo.

## Tecnología
Tiene una Planta Transmisora totalmente automatizada que le permite estar al aire nuevamente ante repentinos cortes de luz como ocurrió en los años 1992 y 1993 con las grandes tormentas ocurridas en la región.
Incorpora a partir de 1990 máquinas DAT (Digital Audio Tape) de grabación y reproducción de cinta digital
y a partir de 1993 un revolucionario sistema de Audio Computarizado que permite mandar la tanda con solo tocar un botón.
Transmite con una potencia de 50 kW teniendo un alcance primario de 700 km omnidireccional.

## Institucional
La empresa controlante de la emisora es Difusora Austral S.A ligada económicamente al Multimedios La Capital. Su distintivo es LRI209 Radio Mar del Plata pero por razones de marketing sigue usando el tradicional "LU9 Radio Mar del Plata".